# Alessandra Campelo

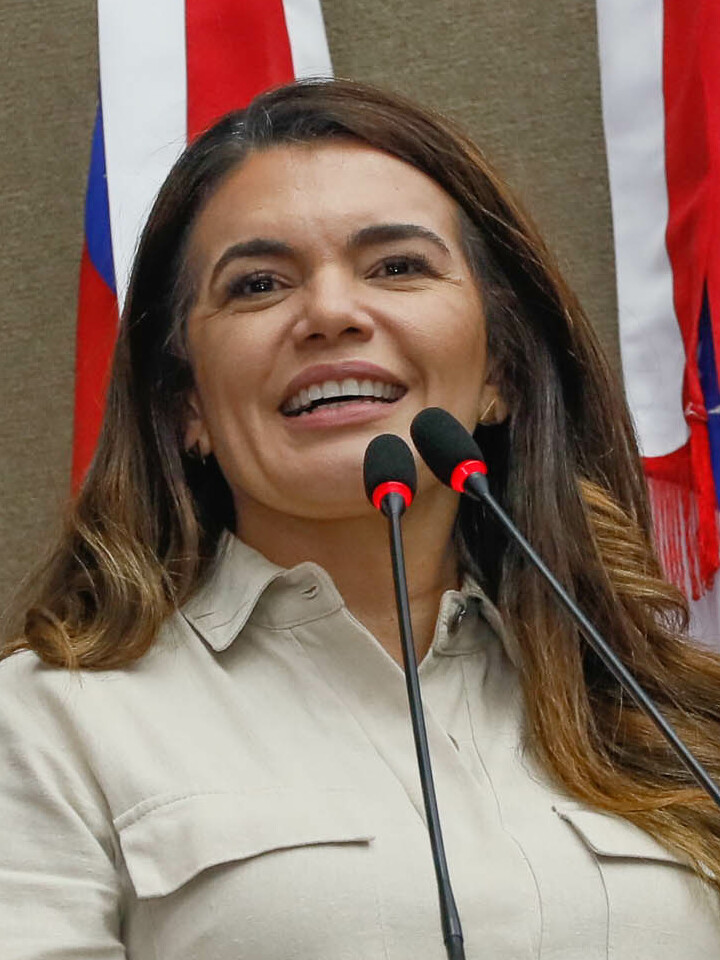
Alessandra Campelo (2023)

Alessandra Campêlo da Silva (Manaus, 1 de novembro de 1974) é uma política amazonense, filiada ao MDB, atual deputada estadual e primeira vice-presidente da Assembleia Legislativa do Amazonas.